# ۷ روز تا مرگ
«۷ روز تا مرگ» (انگلیسی: 7 Days to Die) یک بازی ویدئویی در سبک ترس و بقا، جهان باز است که توسط تل‌تیل گیمز و در سال ۲۰۱۳ و در پلت‌فرم‌های مایکروسافت ویندوز و پلی‌استیشن ۴ منتشر شده‌است.